# 圣卡特琳 (多姆山省)
圣卡特琳（法語：Sainte-Catherine，法語發音：[sɛ̃t katʁin] ⓘ）是法国多姆山省的一个市镇，位于该省东南部，属于昂贝尔区。

## 地理
圣卡特琳（45°27'3"N, 3°28'25"E）面积5.67 平方千米，位于法国奥弗涅-罗讷-阿尔卑斯大区多姆山省，该省份为法国中南部省份，北起阿列省接壤，东临卢瓦尔省，南至上盧瓦爾省和康塔爾省，西接科雷兹省和克勒兹省。
与圣卡特琳接壤的市镇（或旧市镇、城区）包括：小尚帕尼亚、佩利耶尔、圣日耳曼莱尔姆、勒韦尔内-沙梅阿讷。

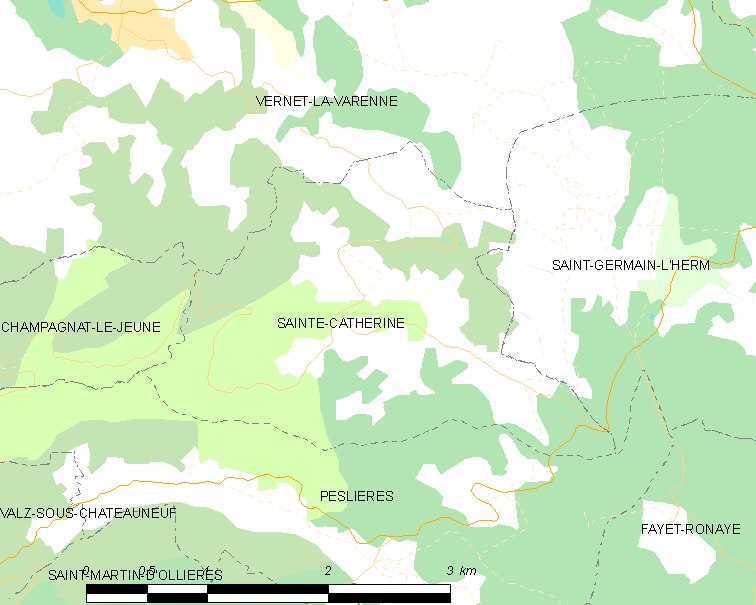
的OSM定位图

圣卡特琳的时区为UTC+01:00、UTC+02:00（夏令时）。

## 行政
圣卡特琳的邮政编码为63580，INSEE市镇编码为63328。

## 政治
圣卡特琳所属的省级选区为利夫拉杜瓦山县。

## 人口

1962-2008年间人口变化图示

圣卡特琳于2022年1月1日时的人口数量为55人。